# 대륙대

왼쪽부터 해안, 대륙붕, 대륙사면, 대륙 융기부

대륙대(Continental rise)는 대륙사면과 심해 평원 사이에 위치한 퇴적물의 경사가 완만한 지대이다.
대륙사면의 주요 부분으로, 대양저의 약 10%를 차지한다.

## 형성
이 지질학적 구조는 퇴적물 퇴적의 결과로, 주로 질량 낭비, 모래 및 기타 퇴적물의 중력에 의한 내리막 운동으로 인해 발생한다. 퇴적물이 불연속적으로 축적되거나 대규모의 갑작스러운 사건으로 대량 낭비가 점진적으로 발생할 수 있다. 대규모 폐기물 발생은 종종 지진이나 대륙 사면의 과경화와 같은 갑작스러운 사건에 의해 촉발된다. 퇴적물의 보다 점진적인 축적은 바다에 부유하는 반원양 퇴적물이 천천히 해저에 가라앉을 때 발생한다.